# 廣澤明
廣澤 明（ひろさわ あきら)は、日本の法学者。明治大学法学部教授。憲法・教育法専攻。
早稲田大学法学部卒業、早稲田大学大学院法学研究科博士後期課程単位取得満期退学。育英短期大学教授を経て、明治大学法学部教授。

## 経歴
1986年早稲田大学法学研究科公法学博士課程単位取得満期退学。
1996年から育英短期大学の教授を勤める。